# Gouvernement basque
Le Gouvernement basque (en espagnol : Gobierno Vasco, en basque : Eusko Jaurlaritza) est l'institution politique exerçant le pouvoir exécutif et réglementaire dans la communauté autonome du Pays basque, en Espagne.
Dirigé par le lehendakari et composée de conseillers (consejeros), ses attributions sont régies par le statut d'autonomie et la loi relative au gouvernement. Il siège au Eusko Jaurlaritzaren egoitza, à Vitoria-Gasteiz.

## Composition
Le Gouvernement basque se compose du président du gouvernement (lehendakari), élu par le Parlement parmi ses membres, et de conseillers (consejeros), dont le rôle équivaut à celui des ministres. Le lehendakari peut désigner un ou plusieurs vice-présidents parmi les conseillers.
Conformément à la loi basque sur l'égalité, adoptée en 2005, le gouvernement doit compter au moins 40 % de conseillers de chaque sexe.

### Nomination
Les conseillers sont nommés par le président du gouvernement au moyen d'un décret qui détermine le département dont ils ont la charge, ou les fonctions qui leur sont attribuées en ce qui concerne les conseillers sans portefeuille.
Concernant les vice-présidents, leur décret de nomination précise leurs fonctions et périmètres d'action. Le lehendakari peut déléguer un certain nombre de ses attributions propres, uniquement au premier vice-président.

### Fin des fonctions
Les fonctions du gouvernement prennent fin en cas d'extinction du mandat du lehendakari ou d'échec du gouvernement lors d'un vote de confiance devant le Parlement. Individuellement, le mandat d'un conseiller s'arrête en cas de démission, de révocation décidée par le lehendakari ou de décès.

## Attributions
Le Gouvernement basque : 
- approuve les projets de loi pour remise au Parlement ou décide de leur retrait ;
- exerce au moyen des décrets législatifs, la délégation du pouvoir législatif ;
- approuve, au moyen d'un décret, les règlements d'application et d'exécution des lois basques et des lois espagnoles quand l'exécution de la compétence relève de la communauté autonome ;
- autorise la convocation des référendums ;
- autorise et, le cas échéant, approuve les conventions entre la communauté autonome et les territoires historiques ou d'autres communautés autonomes, pour la gestion ou la prestation de services relevant de la compétence exclusives d'un des signataires ;
- établit des accords de coopération avec les autres communautés autonomes ;
- délibère sur la dissolution du Parlement ou la demande d'un vote de confiance ;
- élabore le projet de loi de finances et le remettre au Parlement ;
- réclame l'intervention des forces de sécurité intérieure de l'État, ainsi la cessation de celle-ci, conformément aux dispositions du statut d'autonomie ;
- nomme et releve de leurs fonctions les hauts responsables de l'administration régionale, sur proposition du conseiller compétent, ainsi que les titulaires des postes discrétionnaires prévus par la loi ;
- traite les recours déposés devant lui ;
- traite des affaires qui, par leur importance ou leur nature, nécessite d'être portées à la connaissance du gouvernement ou une délibération de celui-ci ;
- assure le commandement suprême de la police de la communauté autonome, qui l’exercera via le lehendakari ;
- assure l'exécution des résolutions du Parlement quand c'est nécessaire ;
- veille à la bonne gestion des services, entités et entreprises publics dépendant de la communauté autonome ;
- administre le patrimoine de la communauté autonome ;
- débat et décide de la présentation des recours en inconstitutionnalité et en conflit de compétences.

## Fonctionnement
Le gouvernement se réunit au moyen d'une convocation spécifique, qui comprend un ordre du jour établi par le secrétaire du gouvernement — conseiller désigné par le lehendakari — conformément aux instructions du président. Le quorum est de la moitié des membres convoqués, ainsi que du lehendakari ou son remplaçant. Les échanges sont secrets, de même que les documents qui y sont présentés. Si des experts sont invités pour exposer des éléments relevant de leur compétence, ils sont eux aussi tenus à ce secret,.
Pour coordonner l'élaboration de lignes directrices, de dispositions, programmer une politique sectorielle, examiner des dossiers à caractère transversal ou préparer les réunions du gouvernement, celui-ci peut constituer des commissions déléguées (Comisiones delegadas). Leur présidence, composition, fonctions et compétences sont déterminées par un décret.